# Биржевой талер

Биржевой талер

Биржевой талер (нем. Börsentaler) — талерная медаль 1864 года отчеканенная по заказу торговой палаты Бремена в честь открытия нового здания биржи. Особенностью данной медали являлось то, что по своему размеру и весовым характеристикам (17,539 г серебра 986,11 пробы) она полностью повторяла талеры золота. В отличие от них она не являлась законным платёжным средством. В связи с тем, что на ней имеется надпись «GEDENKTHALER» ряд нумизматических каталогов помещают её среди памятных бременских монет.
Биржевые талеры отчеканили тиражом в 5000 экземпляров на монетном дворе Ганновера. Штемпели для её изготовления создал медальер Генрих-Фридрих Бремер.